# Komorniki (gromada w powiecie krapkowickim)
Komorniki – dawna gromada, czyli najmniejsza jednostka podziału terytorialnego Polskiej Rzeczypospolitej Ludowej w latach 1954–1972.
Gromady, z gromadzkimi radami narodowymi (GRN) jako organami władzy najniższego stopnia na wsi, funkcjonowały od reformy reorganizującej administrację wiejską przeprowadzonej jesienią 1954 do momentu ich zniesienia z dniem 1 stycznia 1973, tym samym wypierając organizację gminną w latach 1954–1972.
Gromadę Komorniki z siedzibą GRN w Komornikach utworzono – jako jedną z 8759 gromad na obszarze Polski – w powiecie prudnickim w woj. opolskim, na mocy uchwały nr VII/28/54 WRN w Opolu z dnia 4 października 1954. W skład jednostki weszły obszary dotychczasowych gromad Łowkowice i Komorniki ze zniesionej gminy Kórnica w tymże powiecie. Dla gromady ustalono 13 członków gromadzkiej rady narodowej.
1 stycznia 1956 gromada weszła w skład nowo utworzonego powiatu krapkowickiego w tymże województwie.
1 stycznia 1957 do gromady Komorniki włączono wieś Pisarzowice z gromady Kierpień w powiecie prudnickim w tymże województwie.
Gromadę zniesiono 31 grudnia 1959, a jej obszar włączono do gromady Dobra w tymże powiecie.